# Mabret
Mabret is een historisch motorfietsmerk.
Mabret stond voor: Max Bretschneider Motorradbau, Hamburg.
Het was een kleine Duitse fabrikant die Kühne-inbouwmotoren toepaste. Dit waren 346cc-zij- en kopkleppers en 496cc-zijkleppers. De productie liep van 1927 tot 1928.